# Spinomantis phantasticus
A Spinomantis phantasticus  a kétéltűek (Amphibia) osztályába és  a békák (Anura) rendjébe, az aranybékafélék (Mantellidae) családjába tartozó faj. 

## Előfordulása
Madagaszkár endemikus faja. A sziget északkeleti részén, a Marojejy-hegységtől Andasibéig, 500–1200 m-es tengerszint feletti magasságban honos.

## Megjelenése
Közepes méretű Spinomantis faj. A hímek mérete 36–38 mm. Feltűnő békafaj, hátán jellegzetes zöld-barna mintázat látható, teljes testén nagy bőrkinövések találhatók. Hasi oldala zöldes, combmirigyei zöldesek.

## Természetvédelmi helyzete
A vörös lista a nem fenyegetett fajok között tartja nyilván. Helyileg nagy számban fordul elő. Három védett területen: az Analamazaotra Speciális Rezervátumban, a Masoala Nemzeti Parkban és a Marojejy Nemzeti Parkban is megtalálható. Élőhelyére veszélyt jelent az erdőirtás, a mezőgazdaság, a legeltetés, a lakott települések növekedése.